# Ханмагомедов, Асадулла Гаджи-Курбанович
Асадулла Гаджи-Курбанович  Ханмагомедов  (таб. Эседуллагь Ханмягьямедов; 21 июня 1911, Петровск-Порт, Дагестанская область — 17 марта 1974, Дербент, Дагестанская АССР) — один из зачинателей советской дагестанской литературы. С его именем связано появление в 1930-х гг. в табасаранской прозе таких жанров, как поэма, рассказ, пьеса.

## Биография
Асадулла Хан-Магомедов был старшим ребёнком Гаджи-Курбана Омаровича и Сакинат Абумуслимовны, которая приходилась внучкой Гасану-Эфенди Алкадари — учёному, автору книги «Асари Дагестан» — первой хроники по истории Дагестана. Отец — Гаджи-Курбан Хан-Магомедов (1877—1938), российский офицер, арестован в 1937 г., расстрелян в 1938 г., посмертно реабилитирован. Асадулла Гаджи-Курбанович отказался от дефиса в фамилии Хан-Магомедов из опасения быть осуждённым за принадлежность к кулацкому роду. 
В конце 1930-х гг. начался процесс перевода письменностей народов СССР на кириллицу. 16 февраля 1938 г. в газете «Дагестанская правда» был опубликован новый табасаранский алфавит — кириллический, авторами которого выступили Темирхан Шалбузов и Асадулла Ханмагомедов. Перу писателя принадлежат поэмы «Йитим Юсуф» и «Абайин васият», рассказы «ГъапIури ипIур», «КIубан Мурад», «Балашрин ябу» и др.
В 1940-е гг. он ушёл на фронт, был заместителем командира миномётного взвода в чине младшего лейтенанта. Завершил службу 6 января 1946 г., награждён медалью «За победу над Германией в Великой Отечественной войне 1941–1945 гг.».
В послевоенный период Асадулла Гаджи-Курбанович преподавал математику в учебных заведениях Дербента: работал завучем в педагогическом училище, директором СШ № 4. Никогда не состоявший в компартии Ханмагомедов возглавлял в советское время (в 1964–71 гг.) городскую школу и был одновременно председателем профсоюза городских учителей.

## Семья
Единокровный брат — Омар Хан-Магомедов (1901—1976), инженер, участник Гражданской и Великой Отечественной войн.
Племянники: искусствовед Селим Хан-Магомедов и литературовед Мариэтта Чудакова. Внучатый племянник — Джан Хан-Магомедов, один из основателей Рунета.
Сестра — Зумруд Ханмагомедова (1915—2001), поэтесса, первая табасаранка, получившая высшее образование.
Брат — Бейдуллах Ханмагомедов (1927—1997), доктор филологических наук, профессор, специалист по табасаранскому языку.
Двоюродный брат — репрессированный нарком местной промышленности ДАССР Ханмагомед Гаджи-Куттаевич Ханмагомедов (1892—1943). Он был арестован 10 февраля 1937 г. по обвинению в контрреволюционной вредительской деятельности и осуждён к высшей мере наказания. Приговор позже заменён на 10 лет ИТЛ. В сентябре 1955 г. реабилитирован посмертно.
Сын — Айдын Ханмагомедов (1946—2012), поэт-новатор, писавший на русском языке.